# Weezer (Black Album)
| 전문가 평가            | 전문가 평가 |
| 총 점수                | 총 점수     |
| 출처                   | 점수        |
| ---------------------- | ----------- |
| AnyDecentMusic?        | 5.1/10      |
| 메타크리틱             | 53/100      |
| 평가 점수              |             |
| 출처                   | 점수        |
| AllMusic               | [ 2 ]       |
| The A.V. Club          | B−          |
| Consequence of Sound   | C−          |
| Kerrang!               | 2/5         |
| The New Zealand Herald | [ 8 ]       |
| NME                    | [ 9 ]       |
| Pitchfork              | 5.7/10      |
| Q                      | [ 11 ]      |
| Rolling Stone          | [ 12 ]      |
| The Times              | [ 13 ]      |

《Black Album》으로도 알려진 《Weezer》는 미국의 록 밴드 위저의 열세 번째 스튜디오 음반이다. 데이브 시텍이 프로듀싱한 이 음반은 2019년 3월 1일 크러쉬 매니지먼트과 애틀랜틱 레코드를 통해 발매되었는데, 이는 《Teal Album》 이후 거의 두 달 만이다. 이 음반은 엇갈린 평가를 받았다.

## 배경
위저의 리더 리버스 쿼모는 열 번째 음반 《Weezer》 (일명 《White Album》)을 발표한 직후인 2016년 4월 처음으로 이 음반에 대해 암시했다. 그는 "'Black'보다 'White'가 더 눈에 띄는 것이 무엇일까"라며 "비치 보이스가 망한 것처럼 보일 수도 있고, 욕을 할까 생각 중인데 노래에서는 한 번도 해본 적이 없다"고 말했다.
쿼모는 2017년 8월 밴드의 열한 번째 음반인 《Pacific Daydream》을 홍보하면서 "원래 계획은 《Black Album》이었지만 《Pacific Daydream》은 정말로 하나가 되었습니다. 《Black Album》은 거의 준비가 되었고, 오고 있습니다."라고 말했다.

## 곡 목록
| #   | 제목                                 | 작사·작곡                            | 재생 시간 |
| --- | ------------------------------------ | ------------------------------------ | --------- |
| 1.  | 〈Can't Knock the Hustle〉           | 리버스 쿼모                          | 3:42      |
| 2.  | 〈Zombie Bastards〉                  | 쿼모, 라미 야쿠브                    | 4:10      |
| 3.  | 〈High as a Kite〉                   | 쿼모, 조시 알렉산더                  | 3:48      |
| 4.  | 〈Living in L.A.〉                   | 쿼모, 조니 코퍼, 제롬 윌리엄스       | 3:38      |
| 5.  | 〈Piece of Cake〉                    | 쿼모                                 | 3:16      |
| 6.  | 〈I'm Just Being Honest〉            | 쿼모, 암마르 말리크, 데이비드 호지스 | 3:56      |
| 7.  | 〈Too Many Thoughts in My Head〉     | 쿼모                                 | 4:03      |
| 8.  | 〈The Prince Who Wanted Everything〉 | 쿼모, 브라이언 벨, 루터 러셀         | 3:23      |
| 9.  | 〈Byzantine〉                        | 쿼모, 로라 제인 그레이스             | 4:10      |
| 10. | 〈California Snow〉                  | 쿼모                                 | 3:34      |